# Вербовая (Винницкая область)
Вербо́вая (укр. Вербова) — село на Украине, находится в Томашпольском районе Винницкой области.
Код КОАТУУ — 0523981401. Население по переписи 2001 года составляет 608 человек. Почтовый индекс — 24246. Телефонный код — 4348.
Занимает площадь 1,814 км².

## Адрес местного совета
24246, Винницкая область, Томашпольский р-н, с. Вербовая, ул. Черняховского, 18